# Selenia agatha
Selenia agatha là một loài bướm đêm trong họ Geometridae.